# Орджоникидзе (Азербайджан)
Орджоникидзе (азерб. Orconikidze) — посёлок городского типа в Бейлаганском районе Азербайджана. Посёлок расположен в 1 км от железнодорожной станции Дашбурун (на линии Османлы-Новые — Горадиз).
Статус посёлка городского типа с 1943 года.

## Население
| 1970 | 1979 | 1989 | 2021 |
| ---- | ---- | ---- | ---- |
| 153  | 160  | 160  | 193  |